# Anabarilius polylepis
Anabarilius polylepis es una especie de peces de la familia de los  
Cyprinidae en el orden de los Cypriniformes.

## Reproducción
Es ovíparo.

## Hábitat
Es un pez de agua dulce.

## Distribución geográfica
Se encuentra en Yunnan (China).